# Jed Lowrie
Jed Carlson Lowrie (ur. 17 kwietnia 1984) – amerykański baseballista występujący na pozycji łącznika w New York Mets.

## Przebieg kariery
Lowrie studiował na Stanford University, gdzie w latach 2003–2005 grał w drużynie uniwersyteckiej Stanford Cardinal. W 2004 wystąpił na World University Baseball Championship, na których zdobył złoty medal. W 2005 został wybrany w pierwszej rundzie draftu z numerem 45. przez Boston Red Sox i początkowo grał w klubach farmerskich tego zespołu, między innymi w Pawtucket Red Sox, reprezentującym poziom Triple-A. W Major League Baseball zadebiutował 15 kwietnia 2008 w meczu przeciwko Cleveland Indians jako trzeciobazowy, w którym zaliczył uderzenie. 24 sierpnia 2008 w meczu z Toronto Blue Jays przy stanie 5–5 w pierwszej połowie jedenastej zmiany zdobył zwycięskiego, drugiego w MLB, home runa. 16 sierpnia 2011 w spotkaniu z Tampa Bay Rays rozegrał triple play wraz z Dustinem Pedroią i Adrianem Gonzalezem.
W grudniu 2011 w ramach wymiany zawodników przeszedł do Houston Astros. W Astros występował przez rok, zagrał w 97 meczach, uzyskał średnią uderzeń 0,244, zdobył 16 home runów i zaliczył 42 RBI. W lutym 2013 podpisał pięcioletni kontrakt z Oakland Athletics.
W grudniu 2014 jako wolny agent przeszedł do Houston Astros, podpisując trzyletnią z opcją przedłużenia o rok umowę wartą 28 milionów dolarów. W listopadzie 2015 powrócił do Oakland Athletics. W lipcu 2018 po raz pierwszy w karierze otrzymał powołanie na Mecz Gwiazd MLB.
16 stycznia 2019 podpisał dwuletni kontrakt z New York Mets.

## Nagrody i wyróżnienia
| Nagroda/wyróżnienie | Lata | Źródło |
| All-Star            | 2018 | [ 10 ] |